# Konstantin Novoselov
Sir Konstantin ”Kostia” Sergejevitj Novoselov (ryska: Константин Сергеевич Новосёлов), född 23 augusti 1974 i Nizjnij Tagil, är en rysk fysiker verksam vid University of Manchester i England. Novoselov har både ryskt och brittiskt medborgarskap och forskar i mesoskopiska system och nanostrukturer.
Novoselov har publicerat över 60 vetenskapliga artiklar i dominerande vetenskapliga tidskrifter, såsom Nature, Science, Nature Materials, Nature Physics, Nature Nanotechnology, Reviews of Modern Physics och Physical Review Letters.  Han mottog 2008 års Europhysics Prize ”för att ha upptäckt och isolerat ett enkelt fristående lager av kol (grafen) och belyst dess enastående elektroniska egenskaper”.
Mycket av hans arbete har gjorts tillsammans med kollegan Andre Geim som han 2010 delade Nobelpriset i fysik med för arbetet med materialet grafen.

## Priser och utmärkelser (urval)
- 2006 Royal Society Research Fellowship
- 2007 Nicholas Kurti European Prize
- 2008 University of Manchester Researcher of the Year
- 2008 International Union of Pure and Applied Science, Young Scientist Prize
- 2008 Europhysics Prize
- 2010 Kommendör av Nederländska lejonorden[3]
- 2010 Nobelpriset i fysik
- 2011 Ledamot av Royal Society[4][5]
- 2012 Knight Bachelor[6][7]
- 2013 Leverhulmemedaljen

## Viktiga publikationer
- Mesoskopisk superkonduktivitet (Hallmagnetometri): A.K. Geim, S.V. Dubonos, I.V. Grigorieva, K.S. Novoselov, F.M. Peeters & V.A. Schweigert. Non-Quantized Penetration of Magnetic Field in the Vortex State of Superconductors, Nature 406 (2000).
- Subatomiska rörelser hos magnetiska domänväggar: K.S. Novoselov, A.K. Geim, S.V. Dubonos, E.W. Hill, I.V. Grigorieva. 'Subatomic Movements of a Domain Wall in the Peierls Potential, Nature 426, 812–816 (2003).
- Geckotejp: A.K. Geim, S.V. Dubonos, I.V. Grigorieva, K.S. Novoselov, A.A. Zhukov, S.Y. Shapoval. Microfabricated Adhesive Mimicking Gecko Foot-Hair, Nature Materials  2, 461–463 (2003).
- Grafen: A.K. Geim, K.S. Novoselov. The rise of graphene. Nature Materials 6, 183–191 (2007).